# Sical olivaci
El sical olivaci (Sicalis olivascens) és un ocell de la família dels tràupids (Thraupidae).

## Hàbitat i distribució
Habita vessants obertes dels Andes del Perú, Bolívia, Xile i nord-oest de l'Argentina.